# Jussara obesa
Jussara obesa is een hooiwagen uit de familie Sclerosomatidae.